# Oblast Jakoetsk
De oblast Jakoetsk (Russisch: Якутская область, Jakoetskaja oblast) was een oblast van het keizerrijk Rusland dat als gouvernement bestond van 1805 tot 1920. Het oblast ontstond in 1717 uit het gouvernement Irkoetsk en het oblast ging op in de Jakoetische Autonome Socialistische Sovjetrepubliek van de Sovjet-Unie. De oblast grensde aan het gouvernement Irkoetsk, het gouvernement Jenisej en de Noordelijke IJszee. De hoofdstad was Jakoetsk